# IIHF U20 Challenge Cup of Asia 2019
IIHF U20 Challenge Cup of Asia 2019 byl pátý asijský U20 turnaj v ledním hokeji. Stejně jako předchozí rok hrály pouze týmy, které se nezúčastnily mistrovství světa do 20 let. Konal se ve dvou divizích podle nasazení od 3. do 8. prosince 2018 v Petaling Jayi nedaleko Kuala Lumpuru v Malajsii. Turnaje se zúčastnilo osm družstev, která hrála ve dvou výkonnostních divizích jednokolově každé s každým v hale Empire City Ice Arena pro 700 diváků. Vítězství si připsali junioři domácí Malajsie před juniory Kyrgyzstánu a juniory Filipín.

## Výsledky

### Top divize
Zápasy Top divize se hrály od 5. do 8. prosince 2018.
|    |                         | Malajsie | Kyrgyzstán | Filipíny | Spojené arabské emiráty | V | VP | PP | P | VG | OG | B |
| -- | ----------------------- | -------- | ---------- | -------- | ----------------------- | - | -- | -- | - | -- | -- | - |
| 1. | Malajsie                | ***      | 4:2        | 12:2     | 14:3                    | 3 | 0  | 0  | 0 | 30 | 7  | 9 |
| 2. | Kyrgyzstán              | 2:4      | ***        | 13:2     | 12:3                    | 2 | 0  | 0  | 1 | 27 | 9  | 6 |
| 3. | Filipíny                | 2:12     | 2:13       | ***      | 7:6                     | 1 | 0  | 0  | 2 | 11 | 31 | 3 |
| 4. | Spojené arabské emiráty | 3:14     | 3:12       | 6:7      | ***                     | 0 | 0  | 0  | 3 | 12 | 33 | 0 |

### Divize I
Zápasy Divize I se hrály od 3. do 6. prosince 2018.
|    |           | Thajsko | Mongolsko | Indonésie | Kuvajt | V | VP | PP | P | VG | OG | B |
| -- | --------- | ------- | --------- | --------- | ------ | - | -- | -- | - | -- | -- | - |
| 5. | Thajsko   | ***     | 14:1      | 15:0      | 25:0   | 3 | 0  | 0  | 0 | 54 | 1  | 9 |
| 6. | Mongolsko | 1:14    | ***       | 3:1       | 9:2    | 2 | 0  | 0  | 1 | 13 | 17 | 6 |
| 7. | Indonésie | 0:15    | 1:3       | ***       | 10:3   | 1 | 0  | 0  | 2 | 11 | 21 | 3 |
| 8. | Kuvajt    | 0:25    | 2:9       | 3:10      | ***    | 0 | 0  | 0  | 3 | 5  | 44 | 0 |